# تعرفة الحماية الجمركية
تعرفة الحماية الجمركية هي تعرفة تقررها دولة ما لحماية أو تشجيع صناعتها المحلية وذلك عن طريق وضع نسبة جمركية عالية على البضائع المستوردة التي تنافس البضائع المماثلة المصنوعة محليا بهدف ترويج الصناعة الوطنية وتنويعها تشجيع المواطنين على شرائها. ترفعهذه الضريبة من تكلفة الإنتاج المستوردة مما يؤثر بالتالي على القوة الشرائية للمواطنين.

## مصدر
1. ↑  مصطلحات الاستيراد والتصدير نسخة محفوظة 10 نوفمبر 2017 على موقع واي باك مشين. [وصلة مكسورة]